# Titus (Name)
Titus ist ein sabinisch-römischer, männlicher Vorname.

## Herkunft und Bedeutung
Herkunft und Bedeutung des Namens sind unbekannt.

## Varianten
- Etruskisch: Tite
- Griechisch: Τίτος
- Deutsch: Titos

## Namenstag
- 26. Januar Titus, erster Bischof von Kreta
- 22. Juni Titus Flavius Clemens, Märtyrer in Rom
- 27. Juli Titus Brandsma, Märtyrer in Dachau

## Namensträger

### Antike Personen
- Titus Tatius, Sabinerkönig aus der sagenhaften Frühzeit Roms
- Titus Manlius Imperiosus Torquatus (4. Jahrh. v. Chr.), ein römischer Patrizier und Konsul
- Titus Quinctius Flamininus (~230–174 v. Chr.), ein römischer Politiker und Feldherr
- Titus Pomponius Atticus (~110–32 v. Chr.), ein römischer Ritter
- Titus Labienus (~100–45 v. Chr.), bedeutender Offizier im Heer von Caesar
- Titus Livius (etwa 59 v. Chr.–17 n. Chr.), ein römischer Geschichtsschreiber
- Titus Flavius Vespasianus (9–79), ein römischer Kaiser (kurz Vespasian)
- Titus Flavius Vespasianus (39–81), ein römischer Kaiser (kurz Titus), Sohn des vorgenannten
- Titus Petronius (14–66), ein römischer Autor, schrieb den satirischen Roman Satyricon
- Titus Flavius Domitianus (51–96), ein römischer Kaiser (kurz Domitian)
- Titus (Byzanz) Bischof von Byzantion bis 272
- Titus Lucretius Carus (~97–55 v. Chr.), ein römischer Dichter und Philosoph
- Lucius Iulius Titus Statilius Severus, römischer Suffektkonsul 155
- Titus Prifernius Paetus Rosianus Geminus, römischer Politiker
- Titus Prifernius Paetus Settidianus Firmus, römischer Suffektkonsul 96
- Aulus Pomponius Augurinus Titus Prifernius Paetus, römischer Offizier (Kaiserzeit)
- Marcus Ulpius Titus, römischer Centurio (Kaiserzeit)
- Gaius Valerius Titus, römischer Centurio
- Marcus Titius Tiberius Barbius Titianus, römischer Centurio

### Vorname
- Titus Brandsma O.Carm. (1881–1942), niederländisch-friesischer Philosoph und Theologe
- Titus Buberník (1933–2022), tschechoslowakischer Fußballspieler und -trainer
- Titus Dittmann (* 1948), ein Hersteller von Skateboards und Skateboard-Bekleidung
- Titus Dugović († 1456), ungarisch-serbischer Soldat
- Titus de Favre (* Ende des 17. Jahrhunderts; † 1745), deutscher Architekt wallonischer Herkunft
- Titus Heydenreich (1936–2013), deutscher Romanist, Italianist und Hispanist
- Titus Hollweg (* 1975), österreichisch-deutscher Regisseur
- Titus Maria Horten (1882–1936), deutscher Dominikaner und katholischer Priester
- Titus Hosmer (1736–1780), amerikanischer Rechtsanwalt, Richter und Politiker
- Titus Ivory (* 1977), US-amerikanischer Basketballspieler
- Titus von Lanz (1897–1967), deutscher Anatom
- Titus Lerner (* 1954), deutscher Maler und Bildhauer
- Titus Makin Jr. (* 1989), US-amerikanischer Schauspieler und Tänzer
- Titus von Margwelaschwili (1890–1946), georgischer Philosoph und Journalist
- Titus Kipjumba Mbishei (* 1990), kenianischer Langstreckenläufer
- Titus Müller (* 1977), deutscher Autor
- Titus Oates (1649–1705), englischer Geistlicher und Erfinder der Papisten-Verschwörung
- Titus Ozon (1927–1996), ein rumänischer Fußballspieler
- Titus G. Pandi (* 1960), ungarischer Fotograf
- Titus Reinarz (* 1948), deutscher Bildhauer
- Titus van Rijn (1641–1668), niederländischer Kunsthändler
- Titus Rotich (* 1983), kenianischer Biathlet und früherer Leichtathlet
- Titus Schröder (1686–1726), deutscher Geistlicher und Theologe
- Titus Taeschner (1905–1997), deutscher Architekt
- Titus Tobler (1806–1877), Schweizer Arzt und Palästinaforscher
- Titus Ullrich (1813–1891 in Berlin), deutscher Kunst- und Literaturkritiker sowie Schriftsteller
- Titus Vollmer (* 1969), deutscher Musiker und Filmkomponist
- Titus Welliver (* 1962), ein US-amerikanischer Schauspieler
- Tytus Woyciechowski (1808–1879), polnischer politischer Aktivist, Landwirt und Kunstmäzen

### Familienname
- Alan Titus (* 1945), US-amerikanischer Bariton
- Christopher Titus (* 1964), US-amerikanischer Schauspieler und Stand-up-Comedian
- Constance Titus (1873–1967), US-amerikanischer Ruderer
- Danielle Titus (* 2002), barbadische Schwimmerin
- Dina Titus (* 1950), US-amerikanische Politikerin
- Eve Titus (1922–2002), US-amerikanische Kinderbuchautorin
- Gérard Titus-Carmel (* 1942), französischer Maler, Dichter, Illustrator und Graveur
- Göran Titus (* 1967), schwedischer Schwimmer
- Mark Titus (* 1987), US-amerikanischer Basketballspieler und Blogger
- Nikolaus Titus (1808–1874; auch Nicolaus Titus), Bamberger Anwalt und Politiker
- Obadiah Titus (1789–1854), US-amerikanischer Politiker
- Olga Titus (* 1977), Schweizer Künstlerin
- Robert C. Titus (1839–1918), US-amerikanischer Anwalt und Politiker

### Fiktive Personen
- Titus Andronicus die Titelfigur eines Theaterstücks von William Shakespeare
- Titus Feuerfuchs, die Titelfigur der burleske Oper in zwei Akten von Heinrich Sutermeister
- Titus Groan, Hauptfigur in Mervyn Peakes Gormenghast Trilogy
- Titus Andronicus Jonas, der Onkel von Justus Jonas, dem ersten Detektiv der drei Fragezeichen, Gebrauchtwarenhändler